# Roberto Visentin (1952)
Roberto Visentin (Aosta, 18 ottobre 1952) è un politico italiano, sindaco di Siracusa dal 2008 al 2013, oltreché assessore ai lavori pubblici e al centro storico nelle giunte precedenti .

## Biografia
Prima di ricoprire la carica di primo cittadino di Siracusa, il 14 giugno del 2004 è stato eletto consigliere comunale. Ha ricoperto le cariche di presidente della fondazione INDA dal luglio 2008 al dicembre 2012 e di presidente dell'Istituto del Barocco dal luglio 2008 al dicembre 2012.
Per la sua candidatura a sindaco di Siracusa ha ricevuto l'appoggio delle seguenti liste: il Popolo della Libertà, Unione di Centro, Movimento per l'Autonomia e le liste civiche No Acqua Salata e Alleanza Azzurra.
Dal dicembre 1999 al giugno del 2004 ha guidato l'assessorato comunale ai Lavori Pubblici, mentre dall'agosto del 2004 al giugno del 2008 è stato assessore al Centro Storico. Nell'ottobre del 2009 è stato eletto presidente dell'ANCI Sicilia. Dell'ANCI nazionale è stato componente dell'ufficio di Presidenza fino al 31 dicembre 2012 con la delega ai Lavori Pubblici.
Nel 1994 aderisce a Forza Italia per poi confluire naturalmente nel Pdl.
Il 1º gennaio 2013 ha rassegnato le dimissioni dalla carica di sindaco che ha portato il commissariamento per candidarsi alle elezioni politiche con il partito Scelta Civica del presidente del Consiglio Mario Monti.
Consigliere dell'Ordine degli Ingegneri della Provincia di Siracusa dal 1986 al 1991, nel biennio 1988/89 ha ricoperto la carica di Segretario.